# 이두정치
이두정치(二頭政治, duumvirate) 또는 양두정치(兩頭政治, diarchy)는 과두제의 일종으로 최고 권력자가 두 명 있는 정치 형태를 가리킨다. 헌법 등 제도상에서는 최고 권력자가 1명으로 규정되어 있지만, 실질적으로는 2명이 통치하는 형태도 이두정치라고 불리는 경우가 있다.

## 개요
이두정치나 삼두정치를 포함한 과두제는 최고 권력자의 수에 주목한 호칭이며, 정체에 얽매이지 않기 때문에 군주제 이외의 민주제에서도 존재할 수 있다. 이두정치의 유형에는 주로 다음 유형이 존재한다.
1. 2명의 최고권력자가 동등한 권력을 부여받는 체제
2. 한 최고 권력자에게 우월한 권력이 부여되는 체제
3. 최고 권력자끼리 최종 결정권을 잡는 직무 범위가 다른 체제
4. 의례적 최고권력자와 실무적 최고권력자가 존재하는 체제

완전히 권한과 직무 범위에서 동등한 최고 권력자가 2명 있다는 체제는 아래에 설명하는 로마 등 몇 가지 예가 있다.
그러나 이 완전 대등한 이두체제는 2명의 최고 권력자 사이에 의견의 대립이 있었을 경우의 대처법의 문제가 있기 때문에 대통령이 총리를 임명할 수 있는 프랑스나 최고 지도자가 대통령보다 높은 권력을 지닌 이란과 같이 어느 쪽이 더 높은 권력을 지닌 규정이 있는 경우가 많다.
또 입헌군주제하에서의 군주와 총리, 의례대통령제하에서의 대통령과 총리처럼 의례적인 최고권력자인 군주나 대통령(원수)과 실질적인 최고권력자인 총리가 존재할 수 있다. 예를 들어 전후 일본은 이런 종류의 이두정치를 취하고 있고, 상징적 최고 지배자로서의 천황은 국사 행위 등 의례의 면에서 국가의 지배 행위를 실시하고 있지만, 그 이외의 실제의 지배에 관해서는 총리가 최고 지배자이며, 양자의 구별이 행해지고 있다. 또 이탈리아 공화국은 상징적 최고 지배자 대통령이 있지만 실제 정치를 지배하는 것은 총리이다.

## 제도상의 이두제
대표적인 예시로는 로마 공화국의 콘술을 들 수 있다. 콘술의 정원은 2명으로 권한은 동등했으며 임기는 1년이었다.
또한 스파르타도 2명의 왕이 있어, 2개의 왕가(아기스가와 유류폰가)로부터 1명씩 즉위하고 있었지만, 정치상의 실권은 5명의 에포로스(스파르타 정규 시민 중에서, 스파르타민 모임의 선거에 의해 선출. 임기 1년)이 잡고 있었기 때문에, 엄밀한 의미에서는 이두정치가 아니다.
2010년 현재는 두 사람에게 완전히 동등한 최고권력이 부여되는 체제로는 산마리노 공화국의 이두집정 제도가 있다. 또 전혀 동등하지는 않지만 두 명의 최고권력자가 동등한 권력을 부여받는 체제의 예로는 반대통령제 프랑스(대통령과 총리)가 있다. 안도라는 제도상은 국가원수가 2명 존재하는 극소 국가(공동원수, 프랑스 대통령과 스페인의 우르헬 주교)이지만, 두 원수는 거의 안드라를 방문하지 않고, 실질적으로 총리에 의해 정치가 행해지기 때문에 실제로는 이두정치가 아니다.

## 같이 보기
- 과두제
- 삼두정치
- 사두정치
- 이원집정부제